# Super Mario Sunshine
Super Mario Sunshine (スーパーマリオサンシャイン?, Sūpā Mario Sanshain) è un videogioco action-adventure platform del 2002, sviluppato da Nintendo EAD e pubblicato da Nintendo per GameCube. Si tratta del secondo capitolo della serie Super Mario in 3D.
Primo titolo in cui Mario ricopre il ruolo da protagonista dopo sei anni, rappresenta anche il ritorno di Yoshi come destriero dai tempi di Super Mario World (1990).
Come in Super Mario 64, la struttura di gioco permette di non dover affrontare tutti i livelli secondo un ordine prestabilito, ma di fatto lascia una certa libertà.
Per il 35º anniversario della serie è stato distribuito insieme a Super Mario 64 e Super Mario Galaxy nella raccolta Super Mario 3D All-Stars per Nintendo Switch il 18 settembre 2020.

## Trama
A seguito degli eventi di Super Mario 64, Mario decide di prendersi una meritata vacanza all'Isola Delfina insieme alla Principessa Peach, i Toad e Mastro Toad. Mentre volano sull'aereo i tre guardano un video sull'Isola Delfina.
Peach nota con stupore che in alcune immagini c'è un tizio simile a Mario con in mano un pennello, ma nessun altro se ne accorge. Durante l'atterraggio, l'aereo fa una brusca frenata per via di una gigantesca pozzanghera di melma che ha la forma della faccia di Mario. Mentre Mastro Toad e Mario discutono, Peach scorge per un attimo lo stesso figuro del video che è proprio identico a Mario tranne per il suo colore blu. Mario decide di fare un giro in aeroporto per capire da dove viene la pozzanghera di melma. Dopo qualche metro trova un singolare oggetto, simile ad una pompa, che si presenta come SPLAC 3000, costruito dal Professor Strambic. La macchina offre a Mario il suo aiuto per ripulire la pozzanghera. Da essa esce una Pianta Piranha che Mario riesce a battere ottenendo per ricompensa un oggetto chiamato Sole Custode.
Mentre i Toad si congratulano con Mario per la sua "impresa" arrivano due poliziotti che lo portano nel tribunale di Delfinia, la capitale dell'isola. Mario viene arrestato e incolpato di aver sporcato l'isola con una sostanza simile a vernice e per questo di aver allontanato i Soli Custodi che illuminavano e proteggevano l'Isola. Mario, allora viene ingiustamente condannato a ripulire tutto partendo dalla città di Delfinia. Grazie allo SPLAC 3000, che continua ad aiutarlo, Mario è facilitato nel compito. Dopo aver ripulito una grossa pozzanghera di melma, compare una statua con sopra lo stesso brutto ceffo che aveva visto Peach, chiamato Mario Ombra. In realtà è Mario Ombra il colpevole del caos sull'Isola, ma Mario è stato scambiato per lui per la sua somiglianza. Mario Ombra rapisce la Principessa, ma Mario riesce, grazie allo SPLAC 3000, a sconfiggerlo, liberando Peach. Mario Ombra scappa disegnando su un muro una M, il suo simbolo, e vi salta dentro. Mario lo insegue arrivando nei Colli Ariosi, un villaggio ma lì perde le sue tracce. Riesce a raccogliere però un Sole Custode. L'eroe, allora, decide di raccogliere tutti i Soli Custodi che un tempo c'erano sull'isola. Dopo aver visitato, oltre ai Colli Ariosi, anche Porto Giocondo e il Lido Raggiante, riappare Mario Ombra, che rapisce ancora Peach e la porta, con un sottomarino, fino ad un'isola, dove c'è il parco giochi Girasolandia.
Dopo averlo inseguito, i due arrivano a una vasca e da essa Mario Ombra fa uscire un gigantesco robot con le sembianze di Bowser, il peggior nemico di Mario. Mario Ombra si mette allora ai comandi di Bowsermatic per eliminare Mario. Mario, allora, sale sulle montagne russe e utilizza dei razzetti per distruggere il robot. Una volta distrutto da esso esce Mario Ombra con Peach. L'ombroso figuro fa un grande salto e, togliendosi un bavaglino, rivela di essere Bowser Jr., il figlio di Bowser. Il giovane Koopa voleva mettere Mario in prigione facendo ricadere la colpa dei suoi danni col suo pennello magico su Mario, visto che si può trasformare in una sua copia con il suo bavaglino magico. Tutto questo piano, concepito nientemeno che da Bowser in persona, serviva per allontanare l'eroe del Regno dei Funghi dalla sua amata Peach per permettere a Junior di rapirla. Bowser Junior dice che suo padre Bowser gli aveva detto che Mario era un cattivone, colpevole di aver rapito sua madre Peach. Il Koopa, allora, prende Peach con sé e se la svigna fino al Vulcano Corona. Mario decide di aspettare il corso degli eventi continuando il suo compito.
Visita anche le Sabbie Rosse, la Baia dei Noki abitanti, insieme ai Palmensi, dell'Isola, e il Villaggio delle Palme. Sconfigge anche diversi boss: Pipino Piranha, Calamarcio e Re Boo, tutti al soldo di Bowser. Incontra varie volte Mario Ombra ottenendo un uovo di Yoshi e diversi potenziamenti dello SPLAC 3000. In più dovrà vedersela diverse volte anche con Palmassimo, un basso uomo di colore travestito da Palmense Rosa, che svolge un ruolo simile a Koopa il Veloce da Super Mario 64. Palmassimo ha un carattere molto sicuro di sé e odia perdere contro Mario. Esso sfida l'idraulico ad una gara di corsa; alla fine una fitta pioggia allaga il vulcano che strabocca allagando Delfinia, creando il caos. Mario allora insegue Bowser Junior fin dentro il Vulcano Corona. Dopo un lungo percorso, Mario arriva alla cima del vulcano, dove trova Bowser, Bowser Junior e Peach. Una volta visto Mario, Bowser, inferocito, tenta di eliminarlo con le sue fiamme e Bowser Jr. lo aiuta lanciando Pallottoli Bill a tutta forza. Mario, però, riesce a distruggere la cappella, facendo precipitare tutti sull'isola. Mario e Peach si schiantano su un isolotto di Delfinia assieme allo SPLAC 3000 che, danneggiato, si spegne, e Mario è molto triste per la perdita dell'amico. Poco dopo Mario e Peach vedono che i Soli Custodi sono tornati al loro posto mentre gli abitanti festeggiano. Bowser e Bowser Junior sopra la loro zattera, pensano per un breve tempo a Mario e a Peach. Bowser allora dice a Bowser Jr. che Peach non è la sua vera madre, Bowser Jr. comunque giura vendetta contro Mario. Al tramonto Mario e Peach scoprono che lo SPLAC 3000 è stato riparato dai Toad, che riattivandosi dice: "La vacanza inizia adesso!". Infatti durante i titoli di coda appaiono delle immagini dove Mario, Peach, i Toad, e Mastro Toad si godono finalmente la loro vacanza.

## Modalità di gioco

Schermata del gioco

L'obiettivo del gioco è quello di recuperare i Soli Custodi portando a termine le missioni, quest'ultime si articolano in otto episodi (più quelli sbloccabili o segreti) raggiungibili partendo da Delfinia. Una volta completato l'episodio 7 (sconfiggere Mario Ombra) in ognuno dei 7 livelli principali (Colli ariosi, Villaggio delle palme, Sabbie Rosse, Porto Giocondo, Baia Noki, Girasolandia e Lido Raggiante), Mario potrà accedere al Vulcano Corona, dove si nasconde Bowser con la Principessa Peach. L'intera avventura si svolge sull'Isola Delfina. In più, a Delfinia sono nascosti Soli Custodi e livelli segreti nascosti.
In questo gioco Mario perde alcune delle sue mosse introdotte in Mario 64, come i pugni, i calci e il salto in lungo, infatti per attaccare si servirà esclusivamente dello SPLAC 3000 e del suo potente getto d'acqua. Alcuni nemici, compresi i boss, vanno sconfitti ricorrendo all'astuzia, cercando il loro punto debole con lo SPLAC 3000. Per esempio, Pipino Piranha va sconfitto facendogli ingoiare un sacco d'acqua per poi eseguire un rapido schianto a terra sulla sua pancia. Mario può servirsi dell'acqua anche per bagnare il pavimento e scivolare più velocemente, inoltre Mario può scoprire diversi segreti in giro per l'isola spruzzando dell'acqua in punti particolari.
Un'altra importante aggiunta è Yoshi, che fa il suo ritorno come destriero dopo Super Mario World, in questo gioco tuttavia Yoshi è vulnerabile all'acqua e infatti scompare se cade nell'acqua profonda. Gli Yoshi sono inoltre ghiotti di frutta, ogni frutto ingoiato gli fa cambiare colore, dando proprietà differenti al succo che sputano in base al colore. Se l'icona "Succo" dello Yoshi si svuota, egli sparirà, per ricaricarla è sufficiente ingoiare della frutta.

## Sviluppo
Un seguito di Super Mario 64 era già in sviluppo da alcuni anni, infatti era originariamente previsto per il Nintendo 64DD Super Mario 64 2 ma fu successivamente annullato a causa dello scarso successo della console.
È grazie al successo di The Legend of Zelda: Majora's Mask, dove erano presenti elementi di gameplay legati al mondo acquatico, che si iniziò a pensare ad un gioco di Mario con queste caratteristiche all'interno, anche se inizialmente si pensava sarebbe stato molto difficile integrare questo tipo di gameplay con il mondo dell'idraulico. Il gioco fu inizialmente annunciato come demo al Nintendo Space World del 2001, per poi venire mostrato ufficialmente all'E3 del 2002.

## Accoglienza
| Testata                          | Giudizio |
| -------------------------------- | -------- |
| Metacritic (media al 26/08/2002) | 92/100   |
| GameSpot                         | 8/10     |
| Famitsū                          | 37/40    |
| IGN                              | 9.4/10   |
| Nintendo Life                    | 9/10     |
| SpazioGames.it                   | 8/10     |

Il gioco fu un gran successo sia di critica che di pubblico, a livello di vendite si raggiunsero le 5,91 milioni di unità vendute, che lo rende il terzo gioco più venduto per Game Cube, dietro solo a Mario Kart Double Dash e Super Smash Bros. Melee.